# Tullaroan
Tullaroan (irl. Tulach Ruáin) – wieś w zachodniej części hrabstwa Kilkenny w Irlandii, 12 km od Kilkenny, przy granicy z hrabstwem Tipperary.